# محطة ليون (باريس)
محطة ليون في باريس (بالفرنسية: Paris-Gare-de-Lyon)‏ هي واحدة من المحطات السبعة الكبرى في مجموعة الشركة الوطنية للسكك الحديدية الفرنسية ،و تقع المحطة في الدائرة الثانية عشرة في باريس.

## الوجهات
توصل هذه المحطة إلى مدن كثيرة في جميع التراب الفرنسي وهي:
- كليرمون فيران، ديجون، بيزانسون، ليون، غرونوبل، فالينس، أفينيون، سانت إتيان، مارسيليا،نيس، مونبيلييه،تولون داخليا.
- جنيف، برن، نوشاتيل، لوزان في سويسرا، وفي إيطاليا أيضا.
- و من الوجهات أيضا المدن الفرنسية الكبيرة.

## السياحة
تستقبل المحطة سنويا 83 مليون مسافر لذلك تحتوي على تحف وقطع أثرية جميلة مثل:
- في أعلى الأعمدة، توجد دروع تقديرية للمدن التي تخدمها الشركة.

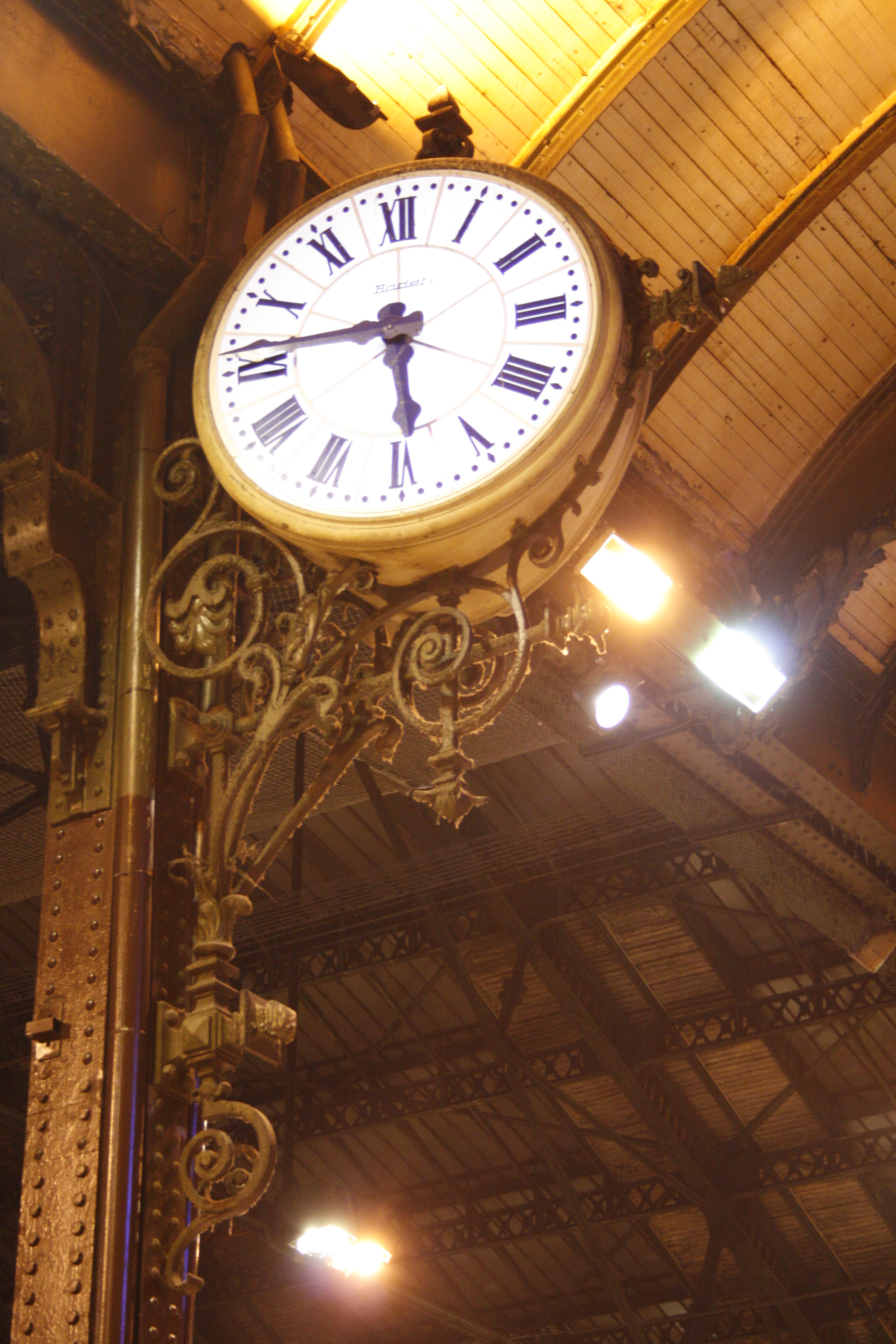
في الطابق الأول في الواجهة يوجد مطعم القطار الأزرق(لو تراين بلو) و هو على النمط الأسطوري الإمبراطورية الثانية و قد صنف في لائحة المعالم التاريخية منذ 28 سبتمبر 1972.  - تفاصيل من داخل المحطة و يظهر هنا التفاصيل الفنية في الساعات
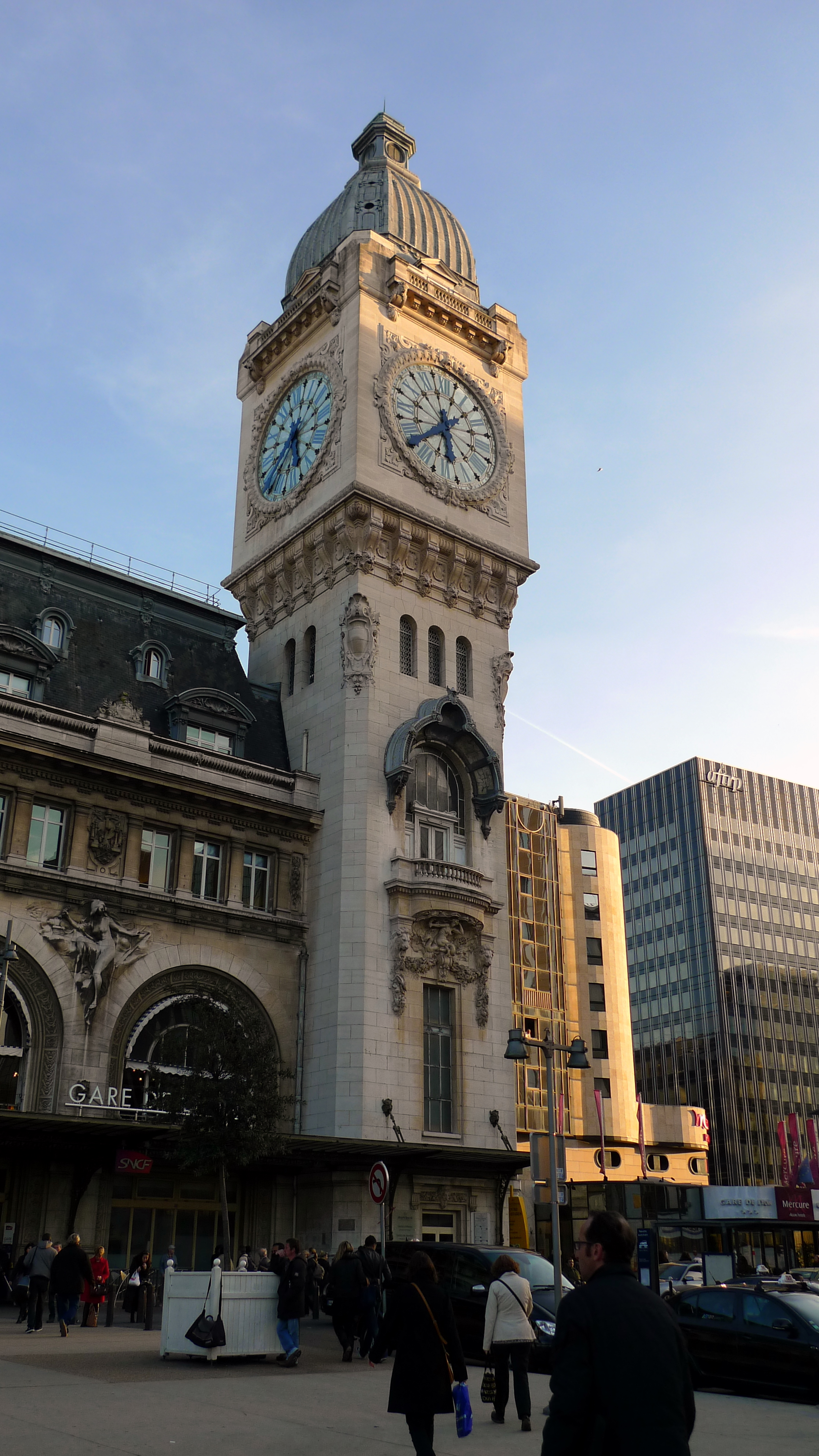
منظر خارجي: مبنى الساعة
  - منظر خارجي: مبنى الساعة